# 喜須来村
喜須来村（きすきむら）は、1955年（昭和30年）まで愛媛県西宇和郡にあった村である。近隣の町村とともに合併し、新たに保内町となり、地方自治体としては閉鎖した。その後、保内町は2005年（平成17年）八幡浜市と合併、当村域は八幡浜市の一部となっている。現在の八幡浜市の北部、佐田岬半島基部の農村。「喜須来」の名は地名としては今日も八幡浜市立喜須来小学校などとして受け継がれている。

## 地理
現在の八幡浜市の北部。佐田岬半島の基部南側にあたり、出石山に源を発する喜木川の中流域。喜木川は当村を西流し、川之石町で川之石湾へと注ぎ込む。西は宮内村及び川之石町に、北は喜木川上流の日土村に接する。東と南には山が迫り、名坂峠で（旧）八幡浜市との境を形成している。
海には面していない。
地名の由来
合併前の旧村の名称である「喜木」と「須川」とを組み合わせた合成地名。
喜木の名称の由来は不明。
須川は古くは「須河」とも書いた。須川の由来は、菅原道真が九州に向かう際に当地に立ち寄ったとの説もある。

## 社会

### 地域・集落
合併前の喜木、須川がそのまま大字となった。八幡浜旧市街から向かって須川、喜木と並ぶ。
喜木（きき）、須川（すがわ）
喜木には喜木町（又は単に「町」）、磯岡、城高、神越（みのこし）の4つの集落が、須川には須川里（又は単に「里」）、日ノ地（日野地とも書く）、奥の3つの集落（いずれも小字）がある。

### 行政
役場
初期には大字喜木におかれたが、1899年（明治32年）須川に新築移転した。

### 教育
- 小学校

1890年（明治23年）4月　熙々小学校、新山小学校を合併し須来尋常小学校を創設、喜須来小学校はこの時を起源としている。当時の児童数140名。村立→保内町立→八幡浜市立となり現在に至る。
所在地:八幡浜市保内町喜木2番耕地224番地
- 中学校

1947年（昭和22年）4月　学制の改革により村立喜須来中学校として設置。のち1965年（昭和40年）八幡浜市立日土中学校と統合し組合立青石中学校となる。2005年（平成17年）合併により八幡浜市立となる。2017年（平成29年）青石中学校は保内中学校と統合、（新）八幡浜市立保内中学校となる。旧保内町内1中学校となる。
所在地:八幡浜市保内町川之石1番耕地243番地第1

## 歴史
古代以前
- 弥生時代のものとされる磯岡古墳がある。

中世
- 城高に戦国末期に当地を治めた宇都宮氏の支城、城高城跡がある。

藩政期
- 宇和島藩領。保内郷。佐田岬半島一帯は宇和島藩の馬の産地であり、喜木川の八幡川原に市がたった。

明治以降
- 1872年（明治5年） - 喜木に熙木（きき）小学校開校。喜須来小学校の前身。

喜須来村成立後
- 1889年（明治22年）12月15日 - 市制・町村制実施にともない、喜木と須川とが合併して喜須来村となる。西宇和郡に属す。
- 1890年（明治23年） - 柳谷銅山開発。
- 1890年（明治23年）4月　熙々小学校、新山小学校を合併し須来尋常小学校を創設。
- 1891年（明治24年） - 永坂銅山開発。
- 1893年（明治26年） - 鉱毒・煙害から鉱山一時休業、後休業・再開を繰り返した後1958年（昭和33年）休山。
- 1894年（明治27年）5月29日 - 漸成銀行開業[3]。
- 1907年（明治40年） - 大字喜木に郵便局開局。
- 1913年（大正2年） - 村内に電灯ともる。
- 1920年（大正9年） - 愛媛製蝋株式会社設立。
- 1955年（昭和30年）3月31日 - 川之石町、磯津村、宮内村との合併により、保内町となる。大字喜木，須川となる。

```
喜須来村の系譜
（町村制実施以前の村）

喜木　　━━━┓　　　（明治期）
　　　　　　　┃　　　町村制施行時
　　　　　　　┣━━━　喜須来村　━━━━━━━━━━━┓
　　　　　　　┃　　　　　　　　　　　　　　　　　　　　┃（昭和30年3月31日）
須川　　━━━┛　　　　　　　　　　　　　　　　　　　　┣━━　保内町
　　　　　　　　　　　　　　　　　　　　　　　　　　　　┃
　　　　　　　　　　　　　　　　　      磯津村　　━━━┫
　　　　　　　　　　  　　　　　　　　　川之石町　━━━┫
　　　　　　　　　　　　　　　　　　　　宮内村　　━━━┛

（注記）磯津村ほかの合併まで、及び保内町の平成の合併の系譜については、それぞれの町村の記事を参照のこと。

```

## 産業

### 農業
農産物では、藩政期からの櫨の栽培に加えて、明治末期から大正時代にかけて養蚕や夏柑の栽培が盛んになった。そのほか、米などを産する。今日のウンシュウミカンの栽培が盛んになったのは保内町になってからの昭和30年代後半からのことであり、さらに時代が下がって伊予柑などの栽培が盛んになった。現在では標高300メートル近くの山々の頂上近くまで果樹園が展開され、独特の景観を形成している。

### 鉱工業
小規模ながら明治20年代に柳谷、永坂の二つの銅山が開発された。ただ、当時の技術では鉱害を防ぐことは難しく、幾度か休止に追い込まれている。
また、織布工場もあった。

## 交通
喜木川に沿った道が今日の国道197号とほぼ重なる。保内町となってからではあるが八幡浜との間のトンネルが開通し、沿道は急速に発展した。鉄道は通っていなかった。今日の予讃線海側のルートについて、隣の日土村経由の構想もかつてはあった。

## 出身有名人
- 前田山英五郎（大相撲第39代横綱）